# Amphimerycidae
Gli anfimericidi (Amphimerycidae) sono una famiglia di mammiferi artiodattili estinti, appartenenti ai ruminanti. Vissero tra l'Eocene superiore e l'Oligocene inferiore (circa 40 - 30 milioni di anni fa) e i loro resti fossili sono stati ritrovati esclusivamente in Europa. Sono considerati tra i più antichi e primitivi ruminanti conosciuti.

## Descrizione
Gli anfimericidi erano animali di piccole dimensioni e non dovevano superare i 40-50 centimetri di altezza al garrese. L'aspetto doveva ricordare vagamente quello di piccole gazzelle come i dik dik, anche se la morfologia generale era molto meno specializzata. Il cranio degli anfimericidi era dotato di una dentatura derivata, soprattutto se raffrontata con quella di altri artiodattili dell'Eocene: i denti della zona delle guance (premolari e molari) mostrano un estremo sviluppo selenodonte, ovvero con denti a corona bassa e dotati di cuspidi di forma a mezzaluna se visti dall'alto. Altra caratteristica degli anfimericidi era data dalla riduzione delle dita laterali: non solo queste ultime erano scomparse, ma i due metatarsi rimanenti erano già fusi in un'unica struttura, che preannuncia l'osso cannone tipico dei ruminanti.

## Classificazione
Le caratteristiche evolute degli anfimericidi hanno portato numerosi studiosi a classificarli tra i ruminanti. Se così fosse, gli anfimericidi sarebbero i ruminanti più antichi mai apparsi. In ogni caso, questi animali sembrerebbero essere stati più derivati di gran parte degli artiodattili primitivi dell'Eocene, come gli anoploteridi, i dacriteriidi e gli xifodontidi. Questi ultimi erano molto simili agli anfimericidi, ma non avevano ancora sviluppato l'osso cannone.

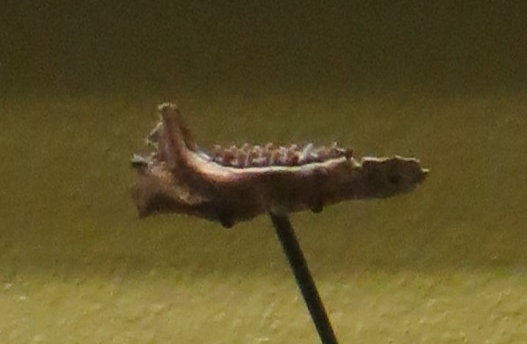
Mandibola di Pseudamphimeryx renevieri

Sono noti due generi di anfimericidi: Amphimeryx e Pseudamphimeryx, entrambi diffusi nel corso dell'Eocene superiore in Europa. I loro resti sono stati ritrovati principalmente in Francia, Spagna e Svizzera. Dopo l'evento noto come Grande coupure al termine dell'Eocene, gli anfimericidi si ridussero drasticamente, e solo poche forme sopravvissero nell'Oligocene inferiore, per poi estinguersi definitivamente.